# Andrea Kimi Antonelli
Andrea Kimi Antonelli (* 25. August 2006 in Bologna), meist nur Kimi Antonelli genannt, ist ein italienischer Automobilrennfahrer, der seit der Saison 2025 für das Mercedes AMG F1 Team als Nachfolger von Lewis Hamilton fährt. Seit 2019 ist er Mitglied des Mercedes-F1-Nachwuchsteams.

## Karriere

### Kartsport
Antonelli begann im Alter von sieben Jahren mit dem Kartsport und war in verschiedenen Kategorien dieser Disziplin erfolgreich. Er gewann das Easykart International Grand Final (Easy 60), den South Garda Winter Cup, den WSK Champions Cup, die WSK Super Master Series, die WSK Euro Series und wurde 2020 und 2021 zweimal hintereinander zum CIK-FIA Karting European Champion gekrönt.

### Formel 4

#### Italienische Formel-4-Meisterschaft
Im Jahr 2021, nur drei Wochen nach seinem 15. Geburtstag, gab Antonelli sein Debüt in der italienischen F4-Meisterschaft, wo er für Prema auf dem Red Bull Ring fuhr. Er erwischte einen guten Start in die Saison, indem er in seinem ersten Rennen als bester Rookie ins Ziel kam und an diesem Wochenende vier Punkte holte. In der folgenden Rennwoche in Mugello holte der Italiener erneut Punkte, doch sein Durchbruch sollte erst beim letzten Rennen in Monza erfolgen. Antonelli wurde im ersten Rennen nach einem harten Kampf mit dem Meisterschaftsführenden Oliver Bearman Zweiter und krönte das Wochenende mit zwei dritten Plätzen. Insgesamt belegte Antonelli den zehnten Platz in der Gesamtwertung, obwohl er den Großteil der Saison verpasste. Er lag nur sechs Punkte hinter dem Prema-Vollzeitfahrer Conrad Laursen und wurde Vierter in der Rookies-Meisterschaft mit vier Siegen in der Kategorie.
Im Jahr 2022 blieb der Italiener bei Prema, um in der italienischen F4-Serie an der Seite von Charlie Wurz, Conrad Laursen und den Ferrari-Academy-Mitgliedern James Wharton und Rafael Câmara zu fahren. Seine Saison begann enttäuschend, als Antonelli beim Saisonauftakt in Imola nach einem Getriebeschaden in Führung liegend fünf Runden vor Schluss aufgeben musste. In Rennen 2 erlitt er einen Schaden am Frontflügel, nachdem er einen Randstein touchiert hatte, und in Rennen 3 wurde er für eine Kollision mit seinem Teamkollegen Wharton bestraft, was ihn vom vierten auf den zehnten Platz zurückwarf.

#### VAE-Formel-4-Meisterschaft
In Vorbereitung auf seine Hauptkampagne im Jahr 2022 nahm Antonelli an einem Teil der Formel-4-VAE-Meisterschaft teil. Beim Trophy-Rennen im Rahmen des Großen Preises von Abu Dhabi belegte er den dritten Platz. In der Hauptmeisterschaft sollte er ursprünglich nur in der dritten Runde antreten, aber gesundheitliche Probleme von Rafael Câmara führten dazu, dass Antonelli ihn beim Saisonauftakt ersetzte. Dort holte Antonelli drei Siege in Folge, verlor den letzten jedoch aufgrund einer Strafe. Mit einem weiteren Podiumsplatz in Runde 3 belegte Antonelli den achten Platz in der Gesamtwertung, obwohl er mehr als die Hälfte der Saison verpasste.

#### Deutsche Formel-4-Meisterschaft
Im Jahr 2022 fuhr Antonelli parallel zu seinem italienischen F4-Programm in der ADAC-Formel-4-Meisterschaft. Er holte zwei Siege in Runde 1 in Spa-Francorchamps, bevor er Runde 2 in Hockenheim dominierte und alle möglichen Siege, Poles sowie die schnellsten Rennrunden holte.

### Formula Regional European Championship
Im Jahr 2023 nahm Antonelli mit Prema an der Formula Regional European Championship teil. Mit 5 Siegen, 11 Podestplätzen insgesamt und 300 Punkten beendete er die Saison auf Anhieb als Meister.

### Formel 2
2024 wurde Antonelli direkt in die Formel 2 befördert. Die Entscheidung, die Formel 3 komplett zu überspringen, sorgte für mediales Aufsehen. Er blieb dabei bei Prema, sein Teamkollege wurde Oliver Bearman. Beim Sprintrennen in Silverstone erzielte er seinen ersten Sieg, ein weiterer folgte zwei Wochen später beim Hauptrennen in Ungarn.

### Formel 1
Im Rahmen des Großen Preises von Italien 2024 nahm er für Mercedes zum ersten Mal an einem freien Training teil. Dort verunfallte er auf seiner zweiten fliegenden Runde und konnte an der restlichen Session nicht mehr teilnehmen. Ebenfalls im Rahmen des Wochenendes wurde bekanntgegeben, dass er 2025 für das Team fahren und Nachfolger von Lewis Hamilton werde. Als permanente Startnummer wählte er die #12, mit der er seit der Formel 4 gefahren ist und die er mit seinem Idol Ayrton Senna verbindet, der von 1985 bis 1988 mit der Nummer fuhr. Nach einer Sondergenehmigung durfte er diese auch schon bei seinen Freitagseinsätzen in Monza und Mexiko-Stadt nutzen. Beim Großen Preis von Japan stellte er zwei Altersrekorde auf: Mit 18 Jahren und 225 Tagen führte er als jüngster Fahrer ein Rennen an, ebenso fuhr er als jüngster die schnellste Rennrunde. Er erreichte sein erstes Podium als Drittplatzierter beim Großen Preis von Kanada.

## Statistik

### Statistik in der Formel-1-Weltmeisterschaft
Diese Statistik umfasst alle Teilnahmen des Fahrers an der Formel-1-Weltmeisterschaft.

#### Gesamtübersicht
(Stand: Großer Preis von Ungarn, 3. August 2025)
| Saison | Team                          | Chassis                           | Motor                 | Rennen | Siege | Zweiter | Dritter | Poles | schn. Rennrunden | Punkte | WM-Pos. |
| ------ | ----------------------------- | --------------------------------- | --------------------- | ------ | ----- | ------- | ------- | ----- | ---------------- | ------ | ------- |
| 2025   | Mercedes-AMG Petronas F1 Team | Mercedes-AMG F1 W16 E Performance | Mercedes 1.6 V6 Turbo | 14     | –     | –       | 1       | –     | 2                | 64     | 7.      |
| Gesamt | Gesamt                        | Gesamt                            | Gesamt                | 14     | –     | –       | 1       | –     | 2                | 64     |         |

#### Einzelergebnisse
| Saison | 1  | 2 | 3  | 4 | 5  | 6   | 7  | 8   | 9 | 10  | 11  | 12 | 13 | 14 | 15 | 16 | 17 | 18 | 19 | 20 | 21 | 22 | 23 | 24 |
| ------ | -- | - | -- | - | -- | --- | -- | --- | - | --- | --- | -- | -- | -- | -- | -- | -- | -- | -- | -- | -- | -- | -- | -- |
| 2025   |    |   |    |   |    |     |    |     |   |     |     |    |    |    |    |    |    |    |    |    |    |    |    |    |
| 4      | 67 | 6 | 11 | 6 | 67 | DNF | 18 | DNF | 3 | DNF | DNF | 16 | 10 |    |    |    |    |    |    |    |    |    |    |    |

| Legende  | Legende            | Legende                                                          |
| Farbe    | Abkürzung          | Bedeutung                                                        |
| -------- | ------------------ | ---------------------------------------------------------------- |
| Gold     | –                  | Sieg                                                             |
| Silber   | –                  | 2. Platz                                                         |
| Bronze   | –                  | 3. Platz                                                         |
| Grün     | –                  | Platzierung in den Punkten                                       |
| Blau     | –                  | Klassifiziert außerhalb der Punkteränge                          |
| Violett  | DNF                | Rennen nicht beendet (did not finish)                            |
| Violett  | NC                 | nicht klassifiziert (not classified)                             |
| Rot      | DNQ                | nicht qualifiziert (did not qualify)                             |
| Rot      | DNPQ               | in Vorqualifikation gescheitert (did not pre-qualify)            |
| Schwarz  | DSQ                | disqualifiziert (disqualified)                                   |
| Weiß     | DNS                | nicht am Start (did not start)                                   |
| Weiß     | WD                 | zurückgezogen (withdrawn)                                        |
| Hellblau | PO                 | nur am Training teilgenommen (practiced only)                    |
| Hellblau | TD                 | Freitags-Testfahrer (test driver)                                |
| ohne     | DNP                | nicht am Training teilgenommen (did not practice)                |
| ohne     | INJ                | verletzt oder krank (injured)                                    |
| ohne     | EX                 | ausgeschlossen (excluded)                                        |
| ohne     | DNA                | nicht erschienen (did not arrive)                                |
| ohne     | C                  | Rennen abgesagt (cancelled)                                      |
| ohne     | keine WM-Teilnahme |                                                                  |
| sonstige | P/fett             | Pole-Position                                                    |
| sonstige | 1/2/3/4/5/6/7/8    | Punktplatzierung im Sprint-/Qualifikationsrennen                 |
| sonstige | SR/kursiv          | Schnellste Rennrunde                                             |
| sonstige | *                  | nicht im Ziel, aufgrund der zurückgelegten Distanz aber gewertet |
| sonstige | ()                 | Streichresultate                                                 |
| sonstige | unterstrichen      | Führender in der Gesamtwertung                                   |

#### Rekorde
(Stand: Miami GP 2025)
- Jüngster Fahrer, der ein Rennen angeführt hat (18 Jahre und 224 Tage)
- Jüngster Fahrer, der eine schnellste Rennrunde erzielt hat (18 Jahre und 224 Tage)
- Jüngster Fahrer auf dem Podium der Formel 1 (18 Jahre und 250 Tage)

## Privates
Sein Vater Marco ist ein ehemaliger Rennfahrer und Besitzer des Teams AKM Motorsport aus San Marino, das an der italienischen F4-Meisterschaft teilnimmt. Er hat eine kleine Schwester.